# Малкият Никола
Малкият Никола̀ е герой на Рене Госини от едноименната поредица хумористични детски разкази. Първата книга от поредицата (Малкият Никола̀) е издадена през 1959 г. във Франция, с илюстрации на френския художник Жан-Жак Семпѐ (или Сампе).
Авторът представя хумористично ежедневните случки и премеждия на едно дете, като действието се развива в първо лице, от името на Никола̀, който споделя преживяванията си.
През март 2009 г. се навършват 50 години от създаването на Малкия Никола̀. Почти цялата поредица от разкази бе публикувана на български от Колибри (издателство).

## Герои
Имената на героите във френското издание на книгите (в скоби – имената с превод от българските издания):

### Никола̀ и неговото семейство
- Nicolas (Никола̀): Той е на възраст между 8 и 10 години. Цени приятелите си, обича своите родители и има силно чувство за справедливост. Разпознава се лесно в груповите илюстрации, тъй като е единственото момче с черна коса.
- La mère de Nicolas (Майката на Никола̀): Домакиня, която често се кара на Никола̀, усложнявайки живота му и този на неговия баща.
- Le père de Nicolas (Бащата на Никола̀): Той работи в офис и често се оплаква от своята работа. Когато се прибере вкъщи, обича да чете вестник и да пуши лула. Обикновено е по-снизходителният от двамата родители. Интересното е, че никъде в разказите не се споменава фамилното му име, нито собственото, както е и с майката на Никола̀.
- Mémé (Баба или маминка): Бабата на Никола̀, която му приготвя различни сладкиши и той много я обича, затова винаги се радва, когато ѝ ходи на гости.
- tonton Eugène (чичо Йожѐн): Брат на бащата на Никола̀
- la tante Dorothée (леля Доротѐ)
- les cousins de Nicolas (братовчедите на Никола̀): Елоа, Рош и Ламбер

### Приятелите на Никола̀
- Alceste (Алсѐст): Това е най-добрият приятел на Никола̀. Алсест е много дебел и все яде, илюстрациите почти винаги го изобразяват с нещо мазно за ядене в ръце, което силно дразни неговите съученици. Той никак не обича да дели храната си с никого, което също става чест повод за караници.
- Clotaire (Клотѐр): Най-слабият ученик в класа, много непослушен, но считан от съучениците си за много добър приятел. Единственият в класа, който има телевизор вкъщи. Когато учителката го изпитва, най-често се озовава в ъгъла, тъй като единственото, което му харесва, е да се занимава с каране на колело.
- Eudes (Йодес или Йод): Йод е най-силният в класа и често се възползва от това в критични ситуации (предимно обича да удря в носа), но го прави само между приятели, защото се стеснява от непознати.
- Geoffroy (Жофроа̀): Баща му е много богат и често купува на сина си скъпи подаръци („той печели купища пари“), а самият Жофроа̀ обича да ходи на училище маскиран. Носи му се репутация на лъжец и съучениците му рядко вярват на неговите истории. Когато има родителска среща, майка му никога не го придружава, а вместо нея го води семейният шофьор Албер.
- Joachim: (Жоашѐн): Жоашен играе на стъклени топчета много зле.
- Agnan (Аня̀н): Анян е много сериозен и винаги подготвен в клас. Любимец на учителката, заради което съучениците му го презират и го наричат „натегач“. Това не го притеснява, а напротив – винаги се забавлява, когато накажат негов съученик. Единственият в класа, който носи очила, заради което не е разрешено на приятелите му да го удрят. Лесно се разплаква, когато спорят с него или го злепоставят, затова когато всички ритат топка, той е избран или за съдията, или оставен да си играе сам.
- Maixent (Мекса̀н): Той има много големи крака с винаги мръсни колене. Мексан е единственият, който може да тича по-бързо от Никола̀.
- Rufus (Рюфю̀с): Бащата на Рюфю̀с е полицай и му е подарил свирка с топче. Затова Рюфю̀с, когато ритат топка, все кара съучениците си да го избират и за съдия, и за играч. Той взима много насериозно професията на своя баща.

## Адаптации
- „Малкият Никола“ в  Internet Movie Database – анимационна поредица, 2009 г.
- „Малкият Никола“ в  Internet Movie Database – игрален филм, 2009 г.
- „Ваканцията на Никола“ в  Internet Movie Database – игрален филм, 2014 г.